# Петровка (Жмеринский район)
Петровка (укр. Петрівка) — село на Украине, находится в Жмеринском районе Винницкой области.
Код КОАТУУ — 0521081406. Население по переписи 2001 года составляет 47 человек. Почтовый индекс — 23143. Телефонный код — 4332.
Занимает площадь 0,297 км².

## Адрес местного совета
23143, Винницкая область, Жмеринский р-н, с. Жуковцы, ул. Кирова, 98